# Бурганес-де-Вальверде
Бурганес-де-Вальверде (ісп. Burganes de Valverde) — муніципалітет в Іспанії, у складі автономної спільноти Кастилія-і-Леон, у провінції Самора. Населення — 788 осіб (2010).
Муніципалітет розташований на відстані близько 240 км на північний захід від Мадрида, 48 км на північ від Самори.
На території муніципалітету розташовані такі населені пункти: (дані про населення за 2010 рік)
- Бурганес-де-Вальверде: 441 особа
- Ольмільйос-де-Вальверде: 347 осіб

## Демографія
Динаміка населення (INE ):